# Manuel Duque
Manuel Duque (Nerva, Andalusia, 1919- Sabadell, 1998) fou un artista andalús establert a Sabadell.

## Biografia
El seu pare era miner. Va passar la seva infantesa a Saint-Etienne, on el pare treballava en una mina local. Quan va morir aquest (de silicosi), el 1941 la família es va establir a Sabadell, ja que una de les germanes de Duque s'havia casat a França amb un sabadellenc. Manuel Duque tenia llavors 22 anys i es va posar a treballar en diverses feines provisionals, fins que el 1943 presenta la seva primera exposició a l'Acadèmia de Belles Arts de Sabadell. L'any 1949 intervé en una exposició col·lectiva organtizada per la mateixa entitat i el 1953 participa en la primera edició del Saló Biennal de Belles Arts que es presenta a la Caixa d'Estalvis de Sabadell. L'any següent exposa de nou en solitari, aquest cop al Cercle Sabadellès.
El 1954, torna a França on és acollit per Joan Vilacasas. L'any 1960 torna temporalment a Sabadell, on farà una exposició a la Sala d'Art Actual de l'acadèmia, organitzada per Andreu Castells. També va participar en algunes de les accions del Grup Gallot. Es va establir definitivament de nou a la ciutat el 1969, combinant-la amb estades a Madrid. Als anys 80 es va dedicar a la docència de l'art a Sabadell, on va influir la posterior generació d'artistes locals, especialment a Ramiro Fernández i Oriol Vilapuig. El 2002 el Museu d'Art de Sabadell li va dedicar una exposició retrospectiva, amb el títol de Manuel Duque. La leyenda dorada o el retorno a una literatura pictórica.

## Obra
La seva obra parteix del nuagisme als anys 50, per evolucionar cap a una reivindicació de la pintura temàtica i de sèries o variacions, característiques que va treballar fins a finals dels anys 60.
El Museu d'Art de Sabadell conserva obra d'aquest pintor.